# فرانك يوناسون
فرانك يوناسون (بالإنجليزية: Frank Jonasson)‏ هو ممثل أمريكي، ولد في 14 ديسمبر 1878 بسولت ليك في الولايات المتحدة، وتوفي في 17 أكتوبر 1942 في الولايات المتحدة.

## وصلات خارجية
- فرانك يوناسون على موقع IMDb (الإنجليزية)
- فرانك يوناسون على موقع أول موفي (الإنجليزية)
- فرانك يوناسون على موقع قاعدة بيانات الفيلم (الإنجليزية)
- فرانك يوناسون على موقع كينوبويسك (الروسية)